# David Rozehnal
David Sebastian Rozehnal, född 5 juli 1980 i Šternberk, är en tjeckisk fotbollsspelare (försvarare) som har representerat det tjeckiska landslaget i EM 2004, VM 2006 och EM 2008.

## Karriär
2005 vann han tillsammans med Club Brugge KV den belgiska ligan. Säsongen 2006/2007 utsågs han till årets spelare av sin dåvarande klubb Paris Saint-Germain. Rozehnal gjorde sin debut för Newcastle den 11 augusti 2007 mot Bolton Wanderers.
Den 9 juni 2008 blev han klar för italienska Lazio som fick betala 2,9 miljoner pund till Newcastle.

## Meriter
Club Brugge
- Jupiler League: 2005
- Belgiska cupen: 2005

Paris Saint-Germain
- Coupe de France: 2006

Lazio
- Coppa Italia: 2009

Lille
- Ligue 1: 2011
- Coupe de France: 2011